# FC Konstanz
FC Konstanz was een Duitse voetbalclub uit Konstanz, Baden-Württemberg.

## Geschiedenis
De club werd opgericht op 1 juli 1900 als FC Constantia. Nauwelijks een week later, op 10 juli, werd FC Germania opgericht. Beide clubs besloten later te fuseren tot FC Konstanz. Een jaar later fuseerde de club met de studenten van de Oberrealschulde tot SV Konstanz en in 1905 opnieuw met Schlagball-Club Konstanz. De club Fußball- und Athletikverein Konstanz was buiten voetbal ook in slagbal en atletiek actief. In 1909 werd de clubnaam gewijzigd in FC 1900 Konstanz.
Na de Eerste Wereldoorlog ging de club in de A-Klasse spelen, de tweede klasse van de Württemberg-Badense competitie. Na een plaats in de middenmoot werd de club tweede in zijn groep in 1921. In 1922 werd de club groepswinnaar en kon daarna via de eindronde ook algemeen kampioen worden. Promotie zat er dat jaar niet in omdat de hoogste klasse van twee reeksen naar één reeks herleid werd. Pas in 1926 kon de club een nieuwe titel behalen, maar kon daarna opnieuw geen promotie afdwingen. Na een paar ereplaatsen werden ze in 1930 opnieuw kampioen en in de eindronde werden ze tweede achter VfB Karlsruhe. In 1932 volgde een nieuwe titel, maar in de eindronde werden ze slechts vijfde op zes clubs. Een jaar later volgde eenzelfde scenario. Na dit seizoen werd de competitie geherstructureerd en werden de competities van de Zuid-Duitse voetbalbond ontbonden. De Gauliga Baden werd ingevoerd als nieuwe hoogste klasse en de club ging nu in de Bezirksliga Baden spelen, die nu de tweede klasse werd. Nadat een fusie met stadsrivaal VfR Konstanz in 1932 al eens afgesprongen was werd deze in 1933 wel doorgevoerd en de club ging als SpVgg Konstanz in de Bezirksliga spelen. VfR was in 1919 opgericht en speelde enkele seizoenen in de tweede klasse, maar eindigde telkens in de middenmoot.
In 1934 werd de fusie reeds ongedaan gemaakt. De club slaagde er niet in te promoveren naar de Gauliga. Enkel in 1939/40 speelde de club in de Gauliga toen deze regionaal in meerdere reeksen onderverdeeld werd. Na de Tweede Wereldoorlog werden alle Duitse voetbalclubs ontbonden. De club werd heropgericht op 14 december 1945 en speelde op 25 december hun eerste nieuwe wedstrijd, die ze met 7-2 verloren van FC 08 Villingen. In 1946 werd echter beslist dat de club de vooroorlogse naam niet meer mocht aannemen en zo werd een nieuwe club opgericht VfL Konstanz, met spelers van het voormalige FC, maar ook van VfR en TV 1862.
De club ging in de Oberliga Südwest spelen, een van de vijf hoogste divisies in West-Duitsland en speelde zo eigenlijk op het hoogste niveau sinds de oprichting. De club werd groepswinnaar en verloor de finale van de zuidelijke groep van Fortuna Rastatt. Ook in 1946/47 werd de club groepswinnaar en verloor dan de finale om de titel met zware cijfers (8-1 en 8-4) van 1. FC Kaiserslautern. De volgende jaren eindigde de club in de middenmoot. Nadat de Oberliga herleid werd van twee reeksen naar één reeks moest de club in 1950 degraderen.
De club speelde het volgende seizoen in de II. Division en werd daar voorlaatste waardoor een nieuwe degradatie volgde naar de Amateurliga Südbaden. In 1953 werd opnieuw de naam FC Konstanz aangenomen. Na een paar plaatsen in de subtop werden ze in 1955 vicekampioen achter FC Rastatt 04. In 1957 werd de club kampioen, maar kon geen promotie afdwingen. In 1959 en 1960 werden ze vicekampioen. Na dit seizoen werd de club overgeheveld naar de Amateurliga Schwarzwald-Bodensee. In 1964 degradeerde de club, maar kon na één seizoen terugkeren. Tot 1980 speelde de club afwisselend in de derde en vierde klasse en zakte dan voor een aantal jaar naar de vijfde klasse. Door de integratie van de Oost-Duitse clubs en competitieherstructureringen werd de regionale competitie telkens van minder belang. In 2011 volgde een dieptepunt toen de club naar de Bezirksliga degradeerde, de achtste klasse. De club werd er meteen kampioen en na dit seizoen fuseerde de club met FC Wollmatingen 09 tot SC Konstanz-Wollmatingen.

## Eindstanden
| Seizoen   | Liga                                | Niveau | Plaats |
| --------- | ----------------------------------- | ------ | ------ |
| 1963/64   | 1. Amateurliga Schwarzwald-Bodensee | 3      | 15.    |
| 1964/65   | 2. Amateurliga Südbaden Süd         | 4      | 01.    |
| 1965/66   | 1. Amateurliga Schwarzwald-Bodensee | 3      | 11.    |
| 1966/67   | 1. Amateurliga Schwarzwald-Bodensee | 3      | 06.    |
| 1967/68   | 1. Amateurliga Schwarzwald-Bodensee | 3      | 14.    |
| 1968/69   | 2. Amateurliga Südbaden Süd         | 4      | 01.    |
| 1969/70   | 1. Amateurliga Schwarzwald-Bodensee | 3      | 07.    |
| 1970/71   | 1. Amateurliga Schwarzwald-Bodensee | 3      | 12.    |
| 1971/72   | 1. Amateurliga Schwarzwald-Bodensee | 3      | 10.    |
| 1972/73   | 1. Amateurliga Schwarzwald-Bodensee | 3      | 14.    |
| 1973/74   | 2. Amateurliga Südbaden Süd         | 4      | 01.    |
| 1974/75   | Amateurliga Südbaden                | 3      | 05.    |
| 1975/76   | Amateurliga Südbaden                | 3      | 09.    |
| 1976/77   | Amateurliga Südbaden                | 3      | 09.    |
| 1977/78   | Verbandsliga Südbaden               | 3      | 14.    |
| 1978/79   | Verbandsliga Südbaden               | 4      | 14.    |
| 1979/80   | Verbandsliga Südbaden               | 4      | 15.    |
| 1980/81   | Landesliga Südbaden                 | 5      | 04.    |
| 1981/82   | Landesliga Südbaden                 | 5      | 02.    |
| 1982/83   | Landesliga Südbaden                 | 5      | 04.    |
| 1983/84   | Landesliga Südbaden                 | 5      | 06.    |
| 1984/85   | Landesliga Südbaden                 | 5      | 02.    |
| 1985/86   | Landesliga Südbaden                 | 5      | 09.    |
| 1986/87   | Landesliga Südbaden                 | 5      | 01.    |
| 1987/88   | Verbandsliga Südbaden               | 4      | 10.    |
| 1988/89   | Verbandsliga Südbaden               | 4      | 13.    |
| 1989/90   | Verbandsliga Südbaden               | 4      | 16.    |
| 1990/91   | Landesliga Südbaden                 | 5      | 01.    |
| 1991/92   | Verbandsliga Südbaden               | 4      | 16.    |
| 1992/93   | Landesliga Südbaden                 | 5      | 11.    |
| 1993/94   | Landesliga Südbaden                 | 5      | 08.    |
| 1994/95   | Landesliga Südbaden                 | 6      | 15.    |
| 1995/96   | Landesliga Südbaden                 | 6      | 09.    |
| 1996/97   | Landesliga Südbaden                 | 6      | 05.    |
| 1997/98   | Landesliga Südbaden                 | 6      | 13.    |
| 1998/99   | Landesliga Südbaden                 | 6      | 14.    |
| 1999/2000 | Landesliga Südbaden                 | 6      | 11.    |

| Seizoen | Liga                           | Niveau | Plaats | Ptn | Saldo |
| ------- | ------------------------------ | ------ | ------ | --- | ----- |
| 2000/01 | Landesliga Südbaden, Staffel 3 | 6      | 01.    | 81  | 95:21 |
| 2001/02 | Verbandsliga Südbaden          | 5      | 04.    | 58  | 65:46 |
| 2002/03 | Verbandsliga Südbaden          | 5      | 10.    | 38  | 56:58 |
| 2003/04 | Verbandsliga Südbaden          | 5      | 06.    | 48  | 48:51 |
| 2004/05 | Verbandsliga Südbaden          | 5      | 09.    | 38  | 41:51 |
| 2005/06 | Verbandsliga Südbaden          | 5      | 07.    | 43  | 35:40 |
| 2006/07 | Verbandsliga Südbaden          | 5      | 14.    | 32  | 34:60 |
| 2007/08 | Landesliga Südbaden, Staffel 3 | 6      | 01.    | 75  | 86:30 |
| 2008/09 | Verbandsliga Südbaden          | 6      | 07.    | 44  | 50:43 |
| 2009/10 | Verbandsliga Südbaden          | 6      | 16.    | 23  | 47:82 |
| 2010/11 | Landesliga Südbaden, Staffel 3 | 7      | 13.    | 37  | 59:59 |
| 2011/12 | Bezirksliga Bodensee           | 8      | 01.    | 74  | 82:25 |